# Impatiens aurella
Impatiens aurella är en balsaminväxtart som beskrevs av Per Axel Rydberg. Impatiens aurella ingår i släktet balsaminer, och familjen balsaminväxter. Inga underarter finns listade i Catalogue of Life.